# آواتار ۴
آواتار ۴ (انگلیسی: Avatar 4) یک فیلم علمی تخیلی حماسی آمریکایی در حال تولید به نویسندگی، تدوین، تهیه‌کنندگی و کارگردانی مشترک جیمز کامرون است. این فیلم دنباله‌ای برای آواتار ۳ (۲۰۲۴) و چهارمین قسمت از فرنچایز آواتار خواهد بود. سم ورثینگتون و زوئی سالدانیا و سایر بازیگران اصلی در این فیلم نقش‌آفرینی خواهند کرد. فیلمنامهٔ آن توسط جیمز کامرون و شین سالرنو نوشته شده است. 
این فیلم در تاریخ ۲۱ دسامبر ۲۰۲۹ توسط استودیوهای قرن بیستم اکران خواهد شد و دنباله‌ای از آن با عنوان آواتار ۵ در سال ۲۰۳۱ دنبال خواهد شد.

## بازیگران
- سم ورثینگتون در نقش جیک سالی
- زوئی سالدانیا در نقش نیتیری
- استیون لانگ در نقش سرهنگ مایلز کواریچ[۴]
- سیگورنی ویور
- مت جرالد در نقش سرجوخه لایل وینفلیت[۵]
- دیلیپ رائو در نقش دکتر مکس پاتل[۶]
- دیوید تیولیس[۷]

## تولید
در ۳۱ ژوئیه ۲۰۱۷ اعلام شد که استودیوی جلوه‌های بصری وتا دیجیتال مستقر در نیوزلند کار بر روی دنباله‌های آواتار را آغاز کرده است. مهاجم تولکن نام احتمالی این فیلم فرض می‌شد.

### انتخاب بازیگران
مت جرالد در اوت ۲۰۱۷ به‌طور رسمی برای به تصویر کشیدن نقش اول فیلمش، سرجوخه لایل وینفلیت، در تمام دنباله‌های آینده، قرارداد امضا کرد. کامرون در همان زمان در مصاحبه‌ای با امپایر فاش کرد که استفن لانگ نه تنها در هر چهار دنباله بازمی‌گردد، بلکه در هر چهار فیلم نیز نقش منفی اصلی خواهد داشت. دیلیپ رائو در ۲۵ ژانویه ۲۰۱۸ در نقش دکتر مکس پاتل بازگشت.

### فیلم‌برداری
قرار بود فیلم‌برداری هر چهار دنباله به‌طور همزمان در ۲۵ سپتامبر ۲۰۱۷ در منهتن بیچ، کالیفرنیا آغاز شود، اما کامرون فاش کرد که فیلم‌برداری روی فیلم چهارم و پنجم پس از پایان مراحل پس‌تولید دو دنباله نخست آغاز خواهد شد. با این حال، تهیه‌کننده جان لاندو، در فوریه ۲۰۱۹ فاش کرد که برخی از صحنه‌های موشن کپچر برای آواتار ۴، همزمان با دو نسخهٔ قبلی آن فیلم‌برداری شده است. لاندو بعداً اعلام کرد که یک سوم از آواتار ۴ قبلاً تصویربرداری شده است. کامرون در توضیح تصویربرداری یک قسمت از فیلم چهارم در طول تولید فیلم‌های دوم و سوم، اظهار داشت: «من مجبور شدم بچه‌ها را زودتر فیلم‌برداری کنم. آن‌ها می‌توانند تا صفحهٔ ۲۵ از فیلم چهارم در میانهٔ داستان شش ساله شوند؛ بنابراین من همه چیز را پیش از آن نیاز داشتم و مابقی را بعداً انجام خواهیم داد».
کامرون در سپتامبر ۲۰۲۲ در رویدادی در نمایشگاه دی۲۳ اعلام کرد که تصویربرداری اصلی به‌طور رسمی برای آواتار ۴ آغاز شده است.

## موسیقی
لاندو در اوت ۲۰۲۱ اعلام کرد که سایمون فرانگلن موسیقی دنباله‌های آواتار را خواهد ساخت.

## انتشار
آواتار ۴ قرار است در ۲۱ دسامبر ۲۰۲۹ توسط استودیوهای قرن بیستم اکران شود. مانند فیلم‌های قبلی مجموعه، این فیلم با تاخیرهای متعددی روبه رو شد (شامل پنج تأخیر) زیرا عوامل تولید زمان بیشتری را برای نوشتن، پیش‌تولید و فرایند جلوه‌های بصری صرف کردند.